# Cybianthus rostratus
Cybianthus rostratus är en viveväxtart som först beskrevs av Justus Carl Hasskarl, och fick sitt nu gällande namn av G. Agostini. Cybianthus rostratus ingår i släktet Cybianthus, och familjen viveväxter. Inga underarter finns listade i Catalogue of Life.